# Antero de Figueiredo
Antero de Figueiredo (Coimbra, 28 de novembro de 1866 – Porto, 10 de abril de 1953) foi um escritor português.

## Biografia
Nasceu em Lourosa (Coimbra) no ano de 1866 e morreu na Foz do Douro. Após os estudos secundários em Braga, matriculou-se na Faculdade de Medicina de Coimbra. Conheceu nessa cidade António Nobre, João Penha, Agostinho de Campos e Eugénio de Castro. Interrompeu o curso para viajar pela Europa e depois deslocou-se para os Estados Unidos da América como secretário particular do Ministro do Brasil em Washington, DC. Regressa à Pátria em 1891 e matricula-se na Faculdade de Letras de Lisboa onde se licencia.
Colaborou em diversas publicações periódicas, entre elas as revistas Branco e Negro  (1896-1898), Serões  (1901-1911) e Atlântida  (1915-1920).

## Obras
Antero de Figueiredo nasceu para a beleza das coisas e sabe traduzir o seu encantamento em requintes de linguagem policrónica, ora num tom solene de majestade, ora num puro visualismo do real. Tudo isto impregnado de espiritualidade, sobretudo em livros como "Fátima", "Amor Supremo", "Non Sum Dignus". De qualquer forma, estão sempre em causa os ideais da Pátria e os da Religião. Em "Senhora do Amparo" e "Miradouro" desenha com perícia Perfis, Tipos e Casos. Figura entre os mais finos cultores e amantes da língua portuguesa, e a ele se devem algumas das mais sugestivas páginas deste idioma.
Prosa poética e Viagens
- Tristia (1895) com prefácio de João Penha
- Além (1895)
- Partindo da Terra (1895)
- Recordações e Viagens (1905)
- Jornadas em Portugal (1918)
- Espanha (1923)
- Toledo (1936)

Teatro
- Palavras de Agnelo (1899)
- A estrada nova: peça em três actos (1900)

Novelística ou romance
- Cómicos (1908)
- Doida de Amor (1910) em forma epistolar
- D. Pedro e D. Inês (1913)
- Leonor Teles, Flor de Altura (1916)
- Senhora do Amparo (1920)
- D. Sebastião : rei de Portugal : 1554-1578 (1925)
- O Último Olhar de Jesus (1928)
- Traição à Arte (1952)
- Miradouro (1934). Recebeu o Prémio Ricardo Malheiros.
- Fátima (1936)
- Pessoas de Bem (1943)
- Amor Supremo (1940)
- Non Sum Dignus (1948)